# 周家楣
周家楣（1835年—1887年），字小棠、一字雲生，江蘇省常州府宜興縣人，清朝政治人物、進士出身。

## 生平
咸豐九年，登進士，改翰林院庶吉士。同治元年，任禮部主事、員外郎、禮部郎中、總理各國事務衙門章京。光緒元年，任太僕寺少卿。次年，任四川鄉試正考官、大理寺卿。光緒四年，改任順天府府尹，兼總理各國事務衙門大臣上行走。光緒七年，任總理各國事務衙門大臣上行走，署都察院左副都御。光緒八年，再任順天府府尹、考試孝廉方正閱卷官、順天鄉試漢監臨官、禮部右侍郎，署兵部左侍郎、鄉試覆試閱卷官、戶部右侍郎兼管錢法堂事務。光緒九年，任殿試讀卷官，署戶部左侍郎、兼管三庫事務、考試漢廕生閱卷官。光緒十年，任通政使司通政使。光緒十一年，考試試差閱卷官、考試漢廕生閱卷官，署都察院左副都御史、吏部左侍郎。1881.12.18-1884.9.3，任总理各国事务衙门大臣（正二品）。光緒十二年病休，次年去世。

## 家族
祖父周静齐，秀才。
父亲周爱棠，直隶州学正。母亲潘太夫人，皇清诰封一品太夫人。
夫人高夫人；蒋夫人，皇清诰封一品夫人。

## 延伸阅读
[在维基数据编辑]
 在维基文库阅读此作者作品
 《清史稿·卷442》，出自趙爾巽《清史稿》